# Nobilis (spelföretag)
Nobilis är ett franskt företag som utvecklar datorspel. Företaget grundades av Neil Doughty och Martin Monnickendam.

## Ludografi

### Släppta spel
- My Baby Boy (DS)
- My Baby Girl (DS)
- Mountain Bike Adrenaline (PC)
- TV Giant (PC)
- Helldoradio (PC)
- Fantasy Wars (PC)
- Hotel Giant (PC)

### Kommande spel
- Hello Kitty Daily (DS)
- Hotel Giant 2 (PC)
- Hotel Giant DS (DS)
- Eva Cash (DS)